# 根本和彦
根本 和彦（ねもと かずひこ、1976年12月24日 - ）は、日本の経営コンサルタント、経営者、YouTuber。
元官僚、元国税調査官。
福島県二本松市（旧・安達郡岩代町）出身。
「税金坊」と称してYouTubeチャンネルを運営する他、節税等に関するセミナーやコンサルティングなども行っている。

## 人物

### YouTuberとして
2019年のYouTubeチャンネル開設時より「税金坊」を名乗り、坊主頭に作務衣（場合によっては袈裟）を着用した姿で動画に登場することが多い。
「節税の本質はコミュニケーションである」という主張を持つ。「税金は国家の運営と直結しており、積極的に広報しない傾向がある」とし、「知識が無いだけで大きな損をする世界」であるというのが基本的な考え。そのため、税金や節税について学び、「節税の本質」や「税金の本質」を理解することが必要との主張を行う。
税金で失敗しないためには「節税を行う経営者の意識が大切である」という主張を持っており、節税の目的として「経営者が、自ら主体的に、他者や社会へのお金の還元の仕方を選択するため」という考え方を提案している。

## 来歴
2002年、東北大学大学院工学研究科修士課程修了（修士（工学））後、文部科学省に入省。研究開発局開発企画課総括係、高等教育局私学部私学行政課企画係、大臣官房人事課専門職、内閣府原子力安全委員会事務局総務課総括係長を経験。2006年に同省を退職し、富山に移住。株式会社富山育英センターに入社し、塾講師として勤務。
2007年に同社を退職し、翌年4月、金沢国税局採用。2016年までの8年間、国税調査官として企業などの税務調査を行う。主に特別調査班での無通知調査、悪質・困難な納税者の調査を担当する。
2016年に金沢国税局を退職し、独立起業。2019年から YouTubeチャンネル「元・国税調査官【税金坊】根本和彦」を開設。2021年1月現在でチャンネル登録者は約8万5千人、総再生回数は600万回を超える。
国家の中枢での勤務と企業の税務調査を担当した経験から、中小企業の経営者及び個人事業主を対象とした税金や節税についての情報発信やセミナー、コンサルティングなどを行う。 

## テレビ
じっくり聞いタロウ〜スター近況（秘）報告〜（2021年10月14日）（テレビ東京）

## 著作
改正私立学校法Q&A（2005年3月1日、第一法規）（共著）
元国税調査官が告白する税務署の残酷なホンネ（2016年3月15日、Kindle）
「節税」の超・ウラ技　元国税調査官が捨て身の覚悟で教える (2021年11月5日、SB新書)

## 雑誌掲載
「海外取引に存在した「限界」」『週刊エコノミスト』2017年1月31日号 （執筆）
「メルカリ転売で儲けたら家に税務署がやってきた」『週刊現代』2021年1月2日号（コメント）
「キラキラ仏具にご用心」『AERA』2017年7月17日号（コメント）